# Guy Lefrant
Guy Robert Marie Joseph Lefrant, né le 26 février 1923 à Muille-Villette (Somme) et mort le 31 décembre 1993 à Rueil-Malmaison (Hauts-de-Seine), est un chef d'escadron et cavalier français, médaillé à trois reprises aux Jeux olympiques.

## Biographie
Guy Lefrant est un chef d'escadron sorti de l'École militaire de Saint-Cyr. 
Il participe à trois éditions des Jeux olympiques, remportant à chaque fois une médaille. Aux Jeux olympiques d'été de 1952 se tenant à Helsinki, il est médaillé d'argent en concours complet d'équitation individuel. En 1960 à Rome, il acquiert la médaille de bronze en concours complet par équipe. Enfin aux Jeux de 1964 se déroulant à Tokyo, il est sacré vice-champion olympique de saut d'obstacles par équipe.